# 劉鎮武
劉 鎮武 （りゅう ちんぶ、1945年8月 - ）は、中国人民解放軍の軍人。解放軍副総参謀長。浙江大学教育学院兼職教授。湖南南縣出身。上将。

## 略歴
- 1961年7月、中国人民解放軍に入隊し、陸軍第42軍第124師団第370連隊第4中隊の戦士、班長、小隊長、連隊作訓参謀、作訓股長、師団司令部作訓科科長を歴任

- 1970年から広州軍区司令部軍訓部訓練科参謀、副科長、科長、副部長を歴任

- 1983年8月、第42軍参謀長

- 1985年7月、第42集団軍参謀長

- 1989年12月、副軍長

- 1990年、少将。

- 1992年7月、第42集団軍軍長。

- 1994年4月、駐香港部隊司令員

- 1997年、中将。

- 1999年3月、広州軍区副司令員

- 2002年1月、広州軍区司令員に任命。

- 2004年、上将。

- 2007年6月、解放軍副総参謀長。

中共第15回中央候補委員、第16回中央委員。